# Шальк, Франц
Франц Шальк (нем. Franz Schalk; 27 мая 1863, Вена, Австрия — 3 сентября 1931, Эдлах, Райхенау-ан-дер-Ракс, Австрия) — австрийский оперный и симфонический дирижёр и педагог. С 1918 по 1929 год — директор Венской государственной оперы. Известен как крупнейший интерпретатор немецкого репертуара, прежде всего Р. Штрауса. Один из основателей Зальцбургского фестиваля.

## Биография
Франц Шальк родился в Вене, учился в Венской консерватории у Антона Брукнера (гармония и контрапункт), Й. Хельмесбергера (скрипка), Ю. Эпштейна (фортепиано). С 9 лет Шальк пел в церковных хорах. Также он обучался переплетному, столярному и сапожному ремеслам. Служил капельмейстером с 1888 в Рейхенберге, с 1890 по 1895 год — в Оперном театре Граца, с 1895 по 1898 — в Национальном театре в Праге. Дирижировал оперными спектаклями в Лондоне (Ковент-Гарден: 1988, 1907, 1911), Нью-Йорке (Метрополитен-опера: 1988, 1989), Берлине (Королевская опера: 1898—1901). С 1900 года по приглашению Г. Малера сотрудничал с Придворной оперой в Вене, а после отставки Х. Рихтера занял пост первого дирижёра. В 1918 году Шальк был назначен директором театра, после свержения монархии переименованного в Венскую государственную оперу. В 1919 году он разделил этот пост с Рихардом Штраусом. Неясное положение двух директоров закончилось отставкой Штрауса в 1924 году и до 1929 года Шальк руководил Венской оперой единолично.
С 1904 по 1921 год возглавлял Общество друзей музыки в Вене (Венскую филармонию), с 1909 по 1919 преподавал дирижирование в Венской консерватории.

## Творчество
Под руководством Шалька в Венской опере осуществлены постановки «Палестрины» Пфицнера, «Мёртвого города» Корнгольда, опер Рихарда Штрауса, в том числе мировая премьера «Женщины без тени». Шальк дирижировал премьерой 5 симфонии Брукнера и был пропагандистом его музыки. С 1917 года активно работал над созданием регулярного Зальцбургского фестиваля, где в 1921 году дирижировал постановкой оперы «Похищение из сераля».

## Медаль Франца Шалька

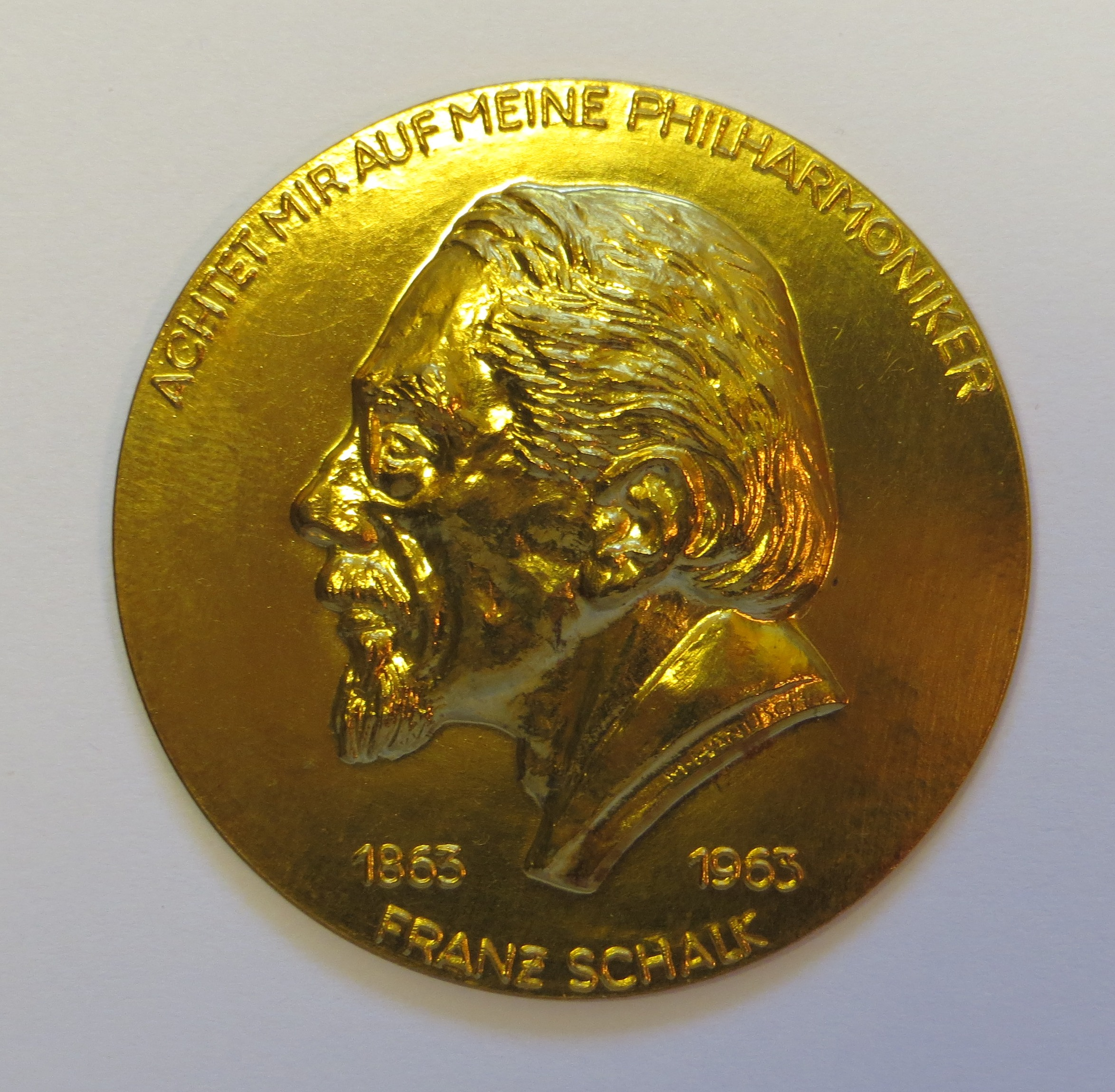
Золотая медаль Франца Шалька

В честь столетнего юбилея Франца Шалька в 1963 году Венский филармонический оркестр учредил награду «Медаль Франца Шалька». Золотая медаль под девизом Achtet mir auf meine Philharmoniker вручается за особые заслуги перед оркестром. В числе удостоенных этого знака отличия директор Венской оперы Йон Холендер, мэр Вены Михаэль Хойпль и другие.